# 360-avtal
Ett 360-avtal inom musikbranschen är ett avtal som innebär att artisten till sitt bolag upplåter en del av sin inkomst från allt som har med artisten att göra mot en finansiell ersättning till artisten som förskott, medel för marknadsföring och turnerande. Det innebär att bolaget får rätt till inkomst från kommande skivor, musik som artisten skriver, liveframträdanden och kringförsäljning (t-shirts, porträtt, biografi).
Den ökade förekomsten av 360-avtal avspeglar att musikers inkomst i större utsträckning kommer från andra källor än inspelad musik, till exempel liveframträdanden och kringförsäljning.
Avtalen har kritiserats för att vara ofördelaktiga för artisterna.